# Cola lukei
Cola lukei är en malvaväxtart som beskrevs av Martin Roy Cheek. Cola lukei ingår i släktet Cola och familjen malvaväxter. Inga underarter finns listade i Catalogue of Life.